# レッスルキングダム (プロレス興行)
WRESTLE KINGDOM（レッスル・キングダム）は、新日本プロレスが主催するプロレス興行。また、同興行を扱うPPVの名称。新日本プロレスが開催するビッグマッチの中で、最大規模の興行といえる。略称は「WK（ダブリュー・ケー）」、通称は「1･4（イッテンヨン）」。

## 概要
- 毎年1月4日に東京ドームで開催され、日本プロレス界では最大級の興行となっている。
- 試合開始前は煽りのプロモーションビデオを流しており、PV内で使用されているテーマ曲はTVゲームのレッスルキングダムのオープニングに使用されている曲である。「WRESTLE KINGDOM11」より、サイプレス上野とロベルト吉野による「GET READY」が、大会テーマ曲となった。「WRESTLE KINGDOM 13」では、SiMの「LiON’S DEN」がテーマソングとなり、次いで「WRESTLE KINGDOM14」では、春畑道哉の「Kingdom of the Heavens」がテーマソングとなった。「WRESTLE KINGDOM 15」では、とんねるずの木梨憲武が歌う「生きてるうちが花なんだぜ」がテーマソングとなった。
- 2007年の初開催からは、同団体の親会社でもあるユークスが製作したTVゲーム、レッスルキングダムから、「レッスルキングダム IN 東京ドーム」のタイトルが使われている。新日本プロレスサイドは1月4日を“プロレスの日”として、比較的豪華な試合と話題性を持った興行にした。

以前から、福岡ドームなどの諸ドーム施設を使用したプロレス興行を行なっていたが、2004年から観客数は減り続け業績不振に追い込まれる。それにより2006年からは1月4日の興行を機に、ドームクラスの興行を減らし、ゲーム会社のユークスに身売りした。しかし集客率の低下からドーム興行の継続は困難の状態であり、一時は撤退報道も出たが、全日本プロレスの全面協力により敢行された。新日本、全日本の両団体は2007年に創立35周年を迎え、2006年11月15日に武藤敬司とサイモン・ケリー猪木が東京ドームのマウンド中央で行なった記者会見は、プロレスファンが仰天した出来事でもあった。仲人としてユークスの谷口行規代表取締役社長も記者会見に出席し、これがレッスルキングダムの始まりであった。なお、ユークス時代は毎年フィールズが同大会のスポンサーを務めていたが、ブシロード傘下になってからはブシロードのゲーム名を冠につけている。

## 大会一覧

### レッスルキングダム in 東京ドーム
第1回は全日本プロレスの全面協力のもと、新日本プロレス&全日本プロレス創立35周年記念大会が行われた。そのため、IWGPヘビー級王座と三冠ヘビー級王座のタイトルマッチの開催も決定。挑戦相手は、それぞれ直訴していた永田裕志が三冠に、太陽ケアがIWGPへの挑戦が決定した。メインイベントでは闘魂三銃士でもある武藤と蝶野正洋が久々にタッグを結成し、2006年度世界最強タッグ決定リーグ戦を見事制覇したテンコジ（天山広吉 & 小島聡）と相対する事が決定した。
| 第1試合 30分1本勝負 ■ WELCOME TO TOKYO DOME! NEW YEAR FUNNY WALTZ              |                                                 |                                                                            |
| ○田口隆祐 エル・サムライ 渕正信                                                | 08分20秒 どどん →片エビ固め                     | 菊タロー● 雷陣明 荒谷望誉                                                  |
| 第2試合 30分1本勝負 ■ ARTISTIC TAG TEAM BATTLE                                 |                                                 |                                                                            |
| ○外道 邪道                                                                     | 13分06秒 スーパーフライ →片エビ固め             | NOSAWA論外● MAZADA                                                         |
| 第3試合 30分1本勝負 ■ ROCKIN' YOUR HEARTS OF FXXXING OUTLAWS                   |                                                 |                                                                            |
| ○真壁刀義 石井智宏 矢野通                                                      | 09分36秒 ラリアット →片エビ固め                 | ブキャナン● トラヴィス・トムコ ディーロ・ブラウン                          |
| 第4試合 30分1本勝負 ■ DIMENSION ZERO                                           |                                                 |                                                                            |
| ○諏訪魔 ジャイアント・バーナード RO'Z TARU                                     | 15分38秒 バックドロップホールド                 | 山本尚史● 飯塚高史 中西学 長州力                                           |
| 第5試合 30分1本勝負 ■ TOP OF THE WORLD. ARTS OF WAR                            |                                                 |                                                                            |
| ○タイガーマスク 井上亘 TAKAみちのく カズ・ハヤシ 金本浩二                      | 13分01秒 タイガースープレックスホールド         | "brother"YASSHI● 近藤修司 ミラノコレクションA.T. 稔 獣神サンダー・ライガー |
| 第6試合 60分1本勝負 ■ DANGEROUS RAPTURE                                        |                                                 |                                                                            |
| ○川田利明                                                                      | 19分02秒 ミドルキック →体固め                   | 中邑真輔●                                                                  |
| 第7試合 60分1本勝負 ■ ダブルメインイベント 三冠ヘビー級選手権試合              |                                                 |                                                                            |
| ○鈴木みのる (第35代王者)                                                       | 17分22秒 スリーパーホールド →レフェリーストップ | 永田裕志● (挑戦者)                                                         |
| ※鈴木が2度目の防衛に成功                                                       |                                                 |                                                                            |
| 第8試合 60分1本勝負 ■ ダブルメインイベント IWGPヘビー級選手権試合              |                                                 |                                                                            |
| ○棚橋弘至 (第45代王者)                                                         | 17分09秒 ハイフライフロー →片エビ固め           | 太陽ケア● (挑戦者)                                                         |
| ※棚橋が3度目の防衛に成功                                                       |                                                 |                                                                            |
| 第9試合 60分1本勝負 ■ スーパードリームタッグマッチ"This is レッスルキングダム" |                                                 |                                                                            |
| ○蝶野正洋 武藤敬司                                                             | 18分43秒 クロス式STF                            | 天山広吉● 小島聡                                                           |

### レッスルキングダムII in 東京ドーム
第2回は、アメリカのプロレス団体TNAとの「全面対抗」を意識したマッチメイクであった。年末、西村修が退団した無我ワールド・プロレスリングが心機一転したドラディションより藤波辰爾が久々に古巣の新日本プロレスに参戦した。他には、年末のハッスルに参戦した全日本プロレスのグレート・ムタもその時、流れに乗っていた後藤洋央紀と対戦した。IWGPジュニアヘビー級選手権試合では、井上亘がTNAのクリストファー・ダニエルズと闘い、中西学がシングルマッチとしてアビスと対戦した。セミファイナルでは、事実上のタイトルマッチとして3代目IWGPヘビー級ベルトを保持するカート・アングルに永田が挑戦した。しかし、永田は新日本にIWGPを持ち帰ることができなかった。
（IWGPヘビー級三代目ベルト問題についてはIWGPヘビー級王座を参照）メインイベントは、中邑真輔（挑戦者）と、棚橋弘至（王者）のIWGPヘビー級王座選手権試合であった。このカードでの東京ドームの試合は、2005年1月4日の「闘魂祭り 〜WRESTLING WORLD 2005」のメインイベントIWGP・U-30無差別級選手権試合以来であった。新日本の将来を担う試合となり、中邑が自身2度目となるIWGPの載冠を果たした。
| 第1試合 30分1本勝負 ■ THIS IS WAR! 〜NONSTOP RISING〜                                         |                                                 |                                                                                |
| ○AJスタイルズ ピーティー・ウィリアムズ クリスチャン・ケイジ                                   | 10分25秒 スタイルズクラッシュ →エビ固め         | ミラノコレクションA.T.● プリンス・デヴィット 稔                                |
| 第2試合 60分1本勝負 ■ IWGP ジュニアヘビー級選手権試合                                         |                                                 |                                                                                |
| ○井上亘 (第53代王者)                                                                          | 10分17秒 変型スタガリンブロー →体固め           | クリストファー・ダニエルズ● (挑戦者)                                           |
| ※井上が初防衛に成功                                                                           |                                                 |                                                                                |
| 第3試合 30分1本勝負 ■"野人覚醒"ジャパニーズ・マッスルモンスター vs ジ・アメリカン・モンスター |                                                 |                                                                                |
| ○中西学                                                                                       | 06分00秒 大☆中西ジャーマン                      | アビス●                                                                        |
| 第4試合 30分1本勝負 ■ NEW JAPAN vs The Alliance GROUND ZERO                                   |                                                 |                                                                                |
| ○吉江豊 竹村豪氏 高岩竜一 田中将斗                                                            | 08分36秒 ダイビング・ボディ・プレス →片エビ固め | 田口隆祐● タイガーマスク 金本浩二 飯塚高史                                     |
| 第5試合 30分1本勝負 ■ GET THE TABLE! GET THE HIGHEST! 〜ハードコアマッチ〜                    |                                                 |                                                                                |
| ○ブラザー・ディーボン ブラザー・レイ （チーム3D）                                             | 13分12秒 ダッドリー・デス・ドロップ →体固め     | 真壁刀義● 矢野通                                                               |
| ※あらゆる凶器の使用を認め、場外カウントは無しとする                                           |                                                 |                                                                                |
| 第6試合 30分1本勝負 ■ ONE NIGHT STAND 〜LEGEND vs V・B・H〜                                   |                                                 |                                                                                |
| ○長州力 AKIRA 獣神サンダー・ライガー 蝶野正洋 藤波辰爾                                        | 07分18秒 ラリアット →体固め                     | "brother"YASSHI● 近藤修司 TARU 外道 邪道                                       |
| 第7試合 60分1本勝負 ■ Generation of chaos                                                     |                                                 |                                                                                |
| ○グレート・ムタ                                                                               | 13分54秒 ムーンサルトプレス →体固め             | 後藤洋央紀●                                                                    |
| 第8試合 60分1本勝負 ■ IWGPタッグ選手権試合                                                    |                                                 |                                                                                |
| ○ジャイアント・バーナード トラヴィス・トムコ (第50代王者組)                                   | 12分50秒 マジックキラー →片エビ固め             | リック・スタイナー● スコット・スタイナー （スタイナー・ブラザーズ） (挑戦者組) |
| ※バーナード&トムコ組が5度目の防衛に成功                                                       |                                                 |                                                                                |
| 第9試合 60分1本勝負 ■ Final Resolution 〜Justice vs REAL〜 IWGP 3rdベルト争奪試合             |                                                 |                                                                                |
| ○カート・アングル                                                                             | 18分29秒 アンクルロック                         | 永田裕志●                                                                      |
| 第10試合 60分1本勝負 ■ IWGPヘビー級選手権試合                                                 |                                                 |                                                                                |
| ○中邑真輔 (挑戦者)                                                                            | 23分08秒 ランドスライド →エビ固め               | 棚橋弘至● (第47代王者)                                                         |
| ※中邑が第48代王者となる                                                                       |                                                 |                                                                                |

### レッスルキングダムIII in 東京ドーム
第3回となる今大会は、新日本プロレスが「ドーム大会開催20周年特別興行」と題し豪華なカードが予想された。
新日本は自身の団体の至宝、IWGPヘビー級王座を全日本プロレスの武藤のもとに流出されており、次期挑戦者として棚橋がピックアップされた。
当初、棚橋自身はあまり乗り気ではなかったものの結果としてメインイベントに抜擢された。
棚橋は、新日本時代の武藤の付き人であり、2008年のチャンピオン・カーニバルでの両者のフルタイムドローの試合から続く流れを、ワールドプロレスリング内では強調していた。
他団体からはCMLLのミスティコ、TNAのチーム3D、ケビン・ナッシュ、去年に引き続きカート・アングルが参戦。
プロレスリング・ノアの三沢光晴も久々に新日本に登場した。
第8試合のIWGPタッグ選手権試合は当初、史上初の3WAYマッチで行われる予定だったが、天山が網膜剥離で欠場となり、パートナーの小島も休場した。よって当日はカードの第8試合を変更、これにより、真壁刀義 & 矢野通組 vs チーム3Dによるハードコア方式のタイトルマッチに変更された。今大会の問題点として出場選手が他団体も含めて多いためカード編成が難航したと思われる。比較的メインイベントは早い段階で決まっていたが、その他のカードは決まっていないのが長い期間あり、他団体と水面下の交渉も有ったと見られる。その為、カード発表も遅れたり、追加カードの第0試合も急遽決定した。しかし、蓋を開けてみると観客動員数は公式発表40,000人を記録し、新日本主催のドーム興行では久々の大入りとなる大会ともなった。
| 第0試合 15分1本勝負                                                                                |                                                    |                                                                  |
| ○ミラノコレクションA.T. 石狩太一 稔                                                                | 06分24秒 スーパースクラップキック →エビ固め        | 吉橋伸雄● 岡田かずちか 平澤光秀                                  |
| 第1試合 30分1本勝負 ■ Wrestle Kingdom Grand Opening VIENTO DORADO                                  |                                                    |                                                                  |
| ○ミスティコ プリンス・デヴィット 田口隆祐                                                          | 09分50秒 ラ・ミスティカ                            | アベルノ● 邪道 外道                                              |
| 第2試合 30分1本勝負 ■ 獣神サンダー・ライガー デビュー20周年記念試合 -LIGER 20th anniversary match- |                                                    |                                                                  |
| ○獣神サンダー・ライガー 佐野巧真                                                                   | 08分47秒 雪崩式垂直落下式ブレーンバスター →体固め  | 金本浩二● 井上亘                                                 |
| 第3試合 60分1本勝負 ■ IWGP Jr.タッグ選手権試合 〜Tread on!!〜                                      |                                                    |                                                                  |
| ○クリス・セイビン アレックス・シェリー (挑戦者組)                                                  | 13分21秒 メイドインデトロイト →エビ固め            | 内藤哲也● 裕次郎 (第22代王者組)                                  |
| ※セイビン&シェリー組が第23代王者組となる                                                           |                                                    |                                                                  |
| 第4試合 60分1本勝負 ■ IWGP ジュニアヘビー級選手権試合 〜Ballistic interception〜                   |                                                    |                                                                  |
| ○タイガーマスク (挑戦者)                                                                           | 08分48秒 変型タイガー・スープレックス・ホールド    | ロウ・キー● (第55代王者)                                         |
| ※タイガーが第56代王者となる                                                                        |                                                    |                                                                  |
| 第5試合 30分1本勝負 ■ Fighting Holdings Competition                                                |                                                    |                                                                  |
| ○カート・アングル ケビン・ナッシュ 蝶野正洋 長州力                                                 | 07分09秒 アンクルロック                            | カール・アンダーソン● 石井智宏 飯塚高史 ジャイアント・バーナード |
| 第6試合 60分1本勝負 ■ 世界ヘビー級選手権試合 Crusade for Justice                                   |                                                    |                                                                  |
| ○永田裕志 (第2代王者)                                                                              | 11分41秒 バックドロップホールド                    | 田中将斗● (挑戦者)                                               |
| ※永田が3度目の防衛に成功                                                                           |                                                    |                                                                  |
| 第7試合 60分1本勝負 ■ NJPW vs NOAH Battle Tendencies 〜the invasion〜                              |                                                    |                                                                  |
| ○秋山準                                                                                            | 10分27秒 リストクラッチ式 エクスプロイダー →体固め | 中西学●                                                          |
| 第8試合 60分1本勝負 ■ IWGPタッグ選手権試合 ハードコアルール                                        |                                                    |                                                                  |
| ○ブラザー・レイ ブラザー・ディーボン （チーム3D） (挑戦者組)                                       | 15分34秒 3D →片エビ固め                            | 真壁刀義● 矢野通 (第51代王者組)                                  |
| ※チーム3Dが第52代王者組となる ※あらゆる凶器の使用を認め、場外カウントは無しとする                  |                                                    |                                                                  |
| 第9試合 60分1本勝負 ■ NJPW vs NOAH Battle Tendencies 〜the encounter〜                             |                                                    |                                                                  |
| ○中邑真輔 後藤洋央紀                                                                               | 15分17秒 飛びつき腕ひしぎ逆十字固め                | 杉浦貴● 三沢光晴                                                 |
| 第10試合 60分1本勝負 ■ IWGPヘビー級選手権試合                                                      |                                                    |                                                                  |
| ○棚橋弘至 (挑戦者)                                                                                 | 30分22秒 ハイフライフロー →片エビ固め              | 武藤敬司● (第49代王者)                                           |
| ※棚橋が第50代王者となる                                                                            |                                                    |                                                                  |

### レッスルキングダムIV in 東京ドーム
2009年10月12日、「レッスルキングダムIV in 東京ドーム」の開催を正式発表。今回は、プロレスリング・ノアとの対抗戦を中心にカードが組まれた。11月に業務提携を結んだCMLLに海外遠征中の裕次郎、内藤哲也が一時帰国。IWGPタッグ選手権3WAYハードコアルールマッチに王者組チーム3D、挑戦者のバーナード、アンダーソン組に混じって電撃凱旋が決定した。さらにSUPER J-CUP5th STAGE覇者丸藤正道が参戦し、IWGPジュニアヘビー級王者のタイガーマスクと対戦する。棚橋と潮崎豪の次世代エース対決や、後藤洋央紀と杉浦貴とのGHCヘビー級選手権試合が実現した。さらに真壁は12月13日に乱入してきたモハメド・ヨネにシングルマッチを要求し、以上の四人がノア対抗戦として出陣することになった。IWGPヘビー級王者の中邑は高山善廣との6年ぶり4度目の一騎討ちを行うことが決定した。永田は9月に結成した青義軍の助っ人として曙をパートナーにTAJIRI & ZERO1の田中将斗と対戦。その他にもテリー・ファンク、アブドーラ・ザ・ブッチャー、CMLLからはアベルノ、ウルティモ・ゲレーロが参戦した。今回は選手の負傷などはなかったものの今大会の開催決定日が昨年より遅く、他団体との交渉でカード発表も遅くなり、今年のカード編成も難航したと思われる。しかし、今年は2階スタンドを最初から解放し観客動員数も公式発表では41,500人と昨年の動員数より上回った。菅林直樹社長曰く「頭数的には微増したが、昨今の経済事情を考えると大健闘」と発言している。なお、毎年フィールズがスポンサーを務めていたが、今大会はユークスがスポンサーを担当した。
| 第1試合 30分1本勝負 ■ 6人タッグマッチ New Japan Pro-Wrestling 2010 Beginning                                                                                                 |                                                                |                                                             |
| ○井上亘 平澤光秀 スーパー・ストロング・マシン | 04分59秒 トライアングルランサー                                | 岡田かずちか● 金本浩二 獣神サンダー・ライガー               |
| 第2試合 60分1本勝負 ■ IWGP Jr.タッグ選手権 〜Amistad combativa〜 |                                                                |                                                             |
| ○田口隆祐 プリンス・デヴィット (第24代王者組) | 09分07秒 ブラックホールバケーション →片エビ固め                | アベルノ● ウルティモ・ゲレーロ (挑戦者組)                   |
| ※Apollo 55が4度目の防衛に成功 |                                                                |                                                             |
| 第3試合 60分1本勝負 ■ IWGPタッグ選手権試合 3WAYハードコアマッチルール 〜Victim and Greed!!!〜                                                                                |                                                                |                                                             |
| ○裕次郎 内藤哲也 （挑戦者組） | 13分28秒 リミット・レス・エクスプロージョン →片エビ固め        | ジャイアント・バーナード● カール・アンダーソン （挑戦者組） |
| ※NO LIMITが第55代王者組となる ※出場者：ブラザー・レイ & ブラザー・ディーボン、裕次郎 & 内藤、バーナード & アンダーソン ※あらゆる凶器の使用を認める ※場外カウントは無しとする |                                                                |                                                             |
| 第4試合 30分1本勝負 ■ レッスルキングダムIV スペシャルタッグマッチ Blood Stream Blue                                                                                          |                                                                |                                                             |
| ○TAJIRI 田中将斗 | 09分37秒 バズソー・キック →片エビ固め                          | 永田裕志● 曙                                                |
| 第5試合 30分1本勝負 ■ レッスルキングダムIV スペシャル8人タッグマッチ The legend never rots                                                                                   |                                                                |                                                             |
| ○中西学 蝶野正洋 長州力 テリー・ファンク | 08分52秒 アルゼンチンバックブリーカー                          | 飯塚高史● 石井智宏 矢野通 アブドーラ・ザ・ブッチャー        |
| 第6試合 60分1本勝負 ■ レッスルキングダムIV スペシャルシングルマッチ NJPW vs NOAH Battle Effusions -Wilderness-                                                               |                                                                |                                                             |
| ○真壁刀義 | 05分39秒 トップロープからの キングコングニー・ドロップ →体固め | モハメド・ヨネ●                                             |
| 第7試合 60分1本勝負 ■ IWGPジュニアヘビー級選手権試合 〜Highest sky〜 |                                                                |                                                             |
| ○丸藤正道 (挑戦者) | 14分14秒 タイガーフロージョン →エビ固め                        | タイガーマスク● (第58代王者)                                |
| ※丸藤が第59代王者となる |                                                                |                                                             |
| 第8試合 60分1本勝負 ■ レッスルキングダムIV スペシャルシングルマッチ NJPW vs NOAH Battle Effusions -Radiance-                                                                 |                                                                |                                                             |
| ○棚橋弘至 | 19分04秒 ハイフライフロー →片エビ固め                          | 潮崎豪●                                                     |
| 第9試合 60分1本勝負 ■ GHCヘビー級選手権試合 NJPW vs NOAH Battle Effusions -Blast-                                                                                            |                                                                |                                                             |
| ○杉浦貴 (第16代王者) | 20分54秒 足首固め                                              | 後藤洋央紀● (挑戦者)                                        |
| ※杉浦が初防衛に成功 |                                                                |                                                             |
| 第10試合 60分1本勝負 ■ IWGPヘビー級選手権試合 The newest, The strongest |                                                                |                                                             |
| ○中邑真輔 (第53代王者) | 15分51秒 ボマイェ →片エビ固め                                  | 高山善廣● (挑戦者)                                          |
| ※中邑が4度目の防衛に成功 |                                                                |                                                             |

### レッスルキングダムV in 東京ドーム
今回の大会で、数えること20回目を迎えた新春恒例東京ドーム大会。前年のG1 CLIMAXにおいて新日本に復帰した小島が史上初となる新日本所属外選手として優勝を果たし、立て続けにIWGPヘビー級王座を奪取。新日本所属選手が負け尽くす中、“新日本プロレスのエース”として棚橋が名乗りを上げ、2年振りに東京ドーム大会のメインイベントに抜擢される。セミファイナルでは昨年11月の試合でテーブルブレーンバスターを喰らい、頚椎に負傷を負った真壁が原因の根源ともいえるZERO1の田中とリベンジマッチを敢行した。さらにDDTプロレスリングから飯伏幸太が初参戦し、プリンス・デヴィットが保持するIWGPジュニアヘビー級王座に挑戦。
12月の愛知大会に突如として乱入した鈴木みのるが永田と、11月より復帰を果たした天山が飯塚高史とのシングルマッチが組まれ、因縁の対決が実現した。昨年、テーマの主軸に置かれたプロレスリング・ノア（NOAH)との対抗戦では、海外武者修行から一時帰国した岡田かずちかが後藤とのタッグで2010年度プロレス大賞MVPに輝いた杉浦、高山と対戦、中邑は潮崎との対決が決定した。
アメリカTNAからは、ビアマネー・インクのジェームズ・ストームとロバート・ルードがIWGPタッグ王座に挑戦を表明し、日墨マッスルオーケストラ（中西学、ストロングマン組）を含めた3WAYマッチで激突。ロブ・ヴァン・ダム、ジェフ・ハーディーが新日本初参戦を果たした。CMLLからはラ・ソンブラ、マスカラ・ドラダ、エクトール・ガルサらトップルチャドールが参戦し、次期シリーズの前哨戦として観客を熱狂させた。このようにダーク・マッチを含めると全13試合が組まれ、20周年に相応しい豪華絢爛なカードとなった。
第6試合終了後の休憩時間に新日本プロレスアメリカ遠征が発表され、国内に止まらず海外に進出することを示唆した。
| 第0-1試合 20分1本勝負 ■ ワールド・プロレスリング インタープロモーショナルマッチ                                               |                                                         |                                                   |
| ○井上亘 タイガーマスク タマ・トンガ 本間朋晃                                                                                  | 07分33秒 スピアー・オブ・ジャスティス →片エビ固め       | 高橋裕二郎 石井智宏 外道● 邪道                    |
| 第0-2試合 20分1本勝負 ■ ワールド・プロレスリング インビテーションマッチ                                                       |                                                         |                                                   |
| 金本浩二 ○田口隆祐 | 08分04秒 どどん →エビ固め                               | ケニー・オメガ タイチ●                            |
| 第1試合 60分1本勝負 ■ IWGPタッグ選手権試合 3WAYマッチ                                                                         |                                                         |                                                   |
| ○ジャイアント・バーナード カール・アンダーソン (第57代王者組)                                                                 | 08分36秒 ガンスタン →片エビ固め                         | ジェームズ・ストーム ロバート・ルード● (挑戦者組) |
| ※BAD INTENTIONSが4度目の防衛に成功。もう一組は日墨マッスルオーケストラ(中西学&ストロングマン)                                 |                                                         |                                                   |
| 第2試合 30分1本勝負 ■ ROAD TO FANTASTICAMANIA                                                                                 |                                                         |                                                   |
| ●獣神サンダー・ライガー エクトール・ガルサ                                                                                    | 07分42秒 片エビ固め                                     | ラ・ソンブラ○ マスカラ・ドラダ                    |
| 第3試合 無制限1本勝負 ■ DEEP SLEEP TO LOSE                                                                                    |                                                         |                                                   |
| ○天山広吉 | 11分13秒 アナコンダクロス                               | 飯塚高史●                                         |
| ※試合の決着は絞め技等により相手を失神させた場合のみ有効。フォール、ギブアップ、リングアウトによる決着は無し。反則は通常ルール |                                                         |                                                   |
| 第4試合 30分1本勝負 ■ NJPW-TNA Greatest Showcase ハードコアマッチルール                                                       |                                                         |                                                   |
| ○ロブ・ヴァン・ダム | 11分28秒 ファイブスターフロッグスプラッシュ →片エビ固め | 矢野通●                                           |
| ※あらゆる凶器の使用を認め、場外カウントは無しとする                                                                           |                                                         |                                                   |
| 第5試合 30分1本勝負 ■ NO JUSTICE, NO LIFE                                                                                     |                                                         |                                                   |
| ○永田裕志 | 16分15秒 バックドロップホールド                         | 鈴木みのる●                                       |
| 第6試合 60分1本勝負 ■ IWGPジュニアヘビー級選手権試合                                                                          |                                                         |                                                   |
| ○プリンス・デヴィット (第60代王者)                                                                                            | 16分22秒 雪崩式ブラディサンデー →片エビ固め             | 飯伏幸太● (挑戦者)                                |
| ※デヴィットが4度目の防衛に成功                                                                                                |                                                         |                                                   |
| 第7試合 30分1本勝負 ■ NJPW vs NOAH Battle Combustion I                                                                        |                                                         |                                                   |
| 後藤洋央紀 ●岡田かずちか | 12分08秒 エベレストジャーマン                           | 杉浦貴 高山善廣○                                  |
| 第8試合 60分1本勝負 ■ TNA世界ヘビー級選手権試合                                                                               |                                                         |                                                   |
| ○ジェフ・ハーディー (王者) | 11分04秒 スワントーンボム →片エビ固め                   | 内藤哲也● (挑戦者)                                |
| ※ハーディーが3度目の防衛に成功                                                                                                |                                                         |                                                   |
| 第9試合 30分1本勝負 ■ NJPW vs NOAH Battle Combustion II                                                                       |                                                         |                                                   |
| ○中邑真輔 | 14分17秒 ボマイェ →片エビ固め                           | 潮崎豪●                                           |
| 第10試合 30分1本勝負 ■ The Absolute Exhaust                                                                                   |                                                         |                                                   |
| ○真壁刀義 | 12分46秒 キングコング・ニードロップ →片エビ固め         | 田中将斗●                                         |
| 第11試合 60分1本勝負 ■ IWGPヘビー級選手権試合                                                                                 |                                                         |                                                   |
| ●小島聡 (第55代王者) | 21分57秒 ハイフライフロー →片エビ固め                   | 棚橋弘至○ (挑戦者)                                |
| ※棚橋が第56代王者となる |                                                         |                                                   |

### レッスルキングダムVI in 東京ドーム
2011年9月11日に本大会の開催を発表し、今年で創立40周年を迎えた新日本主催のドーム大会。昨年のドーム大会でIWGPヘビー級王座を奪取した棚橋が自己最多となる10度の防衛に成功し、今大会で11度目の防衛戦に挑む。挑戦者として2011年5月より電撃参戦を果たし「新日本侵略」を目論む鈴木とメインイベントで対戦することが決定した。さらには、無期限海外遠征に旅立っていたオカダ・カズチカとYOSHI-HASHIの史上初のダブル凱旋帰国試合が発表され、東日本大震災復興支援興行「ALL TOGETHER」をきっかけに、全日本プロレスの所属選手等が参戦。24年ぶりに新日本参戦を果たす船木誠勝が河野真幸を従えて永田が率いる青義軍と激突した。なお、武藤と内藤の「新旧天才対決」は開催前から注目を浴びていた。
| 第0試合 15分1本勝負                                                                  |                                             |                                                |
| 本間朋晃 ●三上恭佑                                                                   | 08分47秒 ヘッドシュリンカー →片エビ固め     | タマ・トンガ○ キャプテン・ニュージャパン       |
| 第1試合 60分1本勝負 ■ IWGPジュニアタッグ選手権試合                                   |                                             |                                                |
| ●デイビー・リチャーズ ロッキー・ロメロ (第29代王者組)                                | 12分44秒 前方回転エビ固め                   | プリンス・デヴィット 田口隆祐○ (挑戦者組)      |
| ※リチャーズ&ロメロ組が第30代王者組となる                                             |                                             |                                                |
| 第2試合 30分1本勝負 ■ AERIAL KINGDOM feat. CMLL SUPER ESTRELLAS                      |                                             |                                                |
| マスカラ・ドラダ KUSHIDA タイガーマスク ○獣神サンダー・ライガー                      | 10分18秒 垂直落下式ブレーンバスター →体固め | タイチ TAKAみちのく バリエンテ● アトランティス |
| 第3試合 30分1本勝負 ■ NEW JAPAN RESPIRATION オカダ・カズチカ&YOSHI-HASHI凱旋帰国試合 |                                             |                                                |
| ○オカダ・カズチカ                                                                    | 04分37秒 レインメーカー →片エビ固め         | YOSHI-HASHI●                                   |
| 第4試合 30分1本勝負 ■ BLUE JUSTICE NEVER DIE                                         |                                             |                                                |
| 永田裕志 ●井上亘                                                                     | 06分34秒 左ハイキック →片エビ固め           | 船木誠勝○ 河野真幸                             |
| 第5試合 30分1本勝負 ■ TOKYO MONSTER WAR                                              |                                             |                                                |
| シェルトン・ベンジャミン ○MVP                                                        | 09分41秒 イリバーシブルクライシス           | 高橋裕二郎● 田中将斗                           |
| 第6試合 60分1本勝負 ■ IWGPタッグ選手権試合                                           |                                             |                                                |
| ●ジャイアント・バーナード カール・アンダーソン (第57代王者組)                        | 12分40秒 ムーンサルトプレス →片エビ固め     | 天山広吉○ 小島聡 (挑戦者組)                    |
| ※天コジ組が第58代王者組となる                                                        |                                             |                                                |
| 第7試合 30分1本勝負 ■ NJPW vs NOAH BATTLE CONCENTRATION I                            |                                             |                                                |
| ○後藤洋央紀                                                                          | 12分35秒 昇天・改 →片エビ固め               | 杉浦貴●                                        |
| 第8試合 30分1本勝負 ■ FIGHTING WITHOUT HONOR OR HUMANITY                             |                                             |                                                |
| ○真壁刀義                                                                            | 09分15秒 キングコング・ニードロップ →体固め | 高山善廣●                                      |
| 第9試合 30分1本勝負 ■ NJPW vs NOAH BATTLE CONCENTRATION II                           |                                             |                                                |
| 中邑真輔 ●矢野通                                                                     | 15分10秒 ゴーフラッシャー →体固め           | 丸藤正道 潮崎豪○                               |
| 第10試合 30分1本勝負 ■ GENIUS FACES GENIUS                                           |                                             |                                                |
| ●内藤哲也                                                                            | 22分35秒 ムーンサルトプレス →片エビ固め     | 武藤敬司○                                      |
| 第11試合 60分1本勝負 ■ IWGPヘビー級選手権試合                                        |                                             |                                                |
| ○棚橋弘至 (第56代王者)                                                               | 25分59秒 ハイフライフロー →片エビ固め       | 鈴木みのる● (挑戦者)                           |
| ※棚橋が11度目の防衛に成功、同時に同王座の最多連続防衛記録を更新。                    |                                             |                                                |

### レッスルキングダム7 〜EVOLUTION〜 in 東京ドーム
2012年2月29日、これまで親会社がユークスからブシロードへと移り変わり、それに伴った今後の展開を公表する「新日本プロレス戦略発表会」にて開催を発表した。メインイベントでは、IWGPヘビー級王座を保持する棚橋が3年連続で出場、対戦相手は1年前のドーム大会で凱旋帰国したオカダであった。オカダは凱旋帰国後の2月に棚橋の持つIWGP王座を挑戦し同王座に戴冠、瞬く間にトップ戦線に駆け上がって見せた。6月には再度、棚橋が王座に返り咲くもオカダの勢いは留まることなく、初出場となったG1 CLIMAXでは最年少優勝記録を樹立すると、優勝後のインタビューで「東京ドーム大会でのIWGP王座挑戦」を表明。後のシリーズで行われた挑戦権利証争奪戦の抗争を制すると、結果的に今回のカードが組まれることになり、レッスルキングダムとしては5年ぶりとなる所属選手同士の対戦カードとなった。また、新日本にタッグマッチのみでスポット参戦していた桜庭和志、柴田勝頼も参戦した。各々がシングルマッチで中邑、真壁と対戦が決定した。第6試合の武藤のパートナーは当初、ZERO1所属の橋本大地が出場予定とされていたが、橈骨骨折のため欠場となった。代役として大谷晋二郎がパートナーを務めた。第1試合では、CHAOSサイドがボブ・サップの投入を予告し、一方で中西学組にも曙が緊急参戦している。8人タッグマッチながら、2003年のK-1以来となる両雄の対決が実現した。またダブルメインイベントのIWGPインターコンチネンタル選手権試合では、スタン・ハンセンが立会人を務めた。入場者数に関してはこれまでの招待客やチケットを買ったものの、来ていない人を含めていたが有料入場者数の発表に切り替えた。これにより、数字上の観客数は昨年より減ったものの実際の入場者数はむしろ増えていると菅林社長が語っている。
| 第0-1試合 15分1本勝負 ■ 6人タッグマッチ                                                                                           |                                                   |                                             |
| 井上亘 ○タマ・トンガ キャプテン・ニュージャパン                                                                                   | 05分58秒 ヘッドシュリンカー →片エビ固め           | 石井智宏 YOSHI-HASHI 邪道●                  |
| 第0-2試合 15分1本勝負 ■ 6人タッグマッチ                                                                                           |                                                   |                                             |
| 獣神サンダー・ライガー タイガーマスク ●高橋広夢                                                                                   | 07分12秒 ファイヤーバードスプラッシュ →片エビ固め | 田口隆祐 KUSHIDA BUSHI○                     |
| 第1試合 30分1本勝負 ■ スペシャル8人タッグマッチ                                                                                   |                                                   |                                             |
| ○中西学 MVP ストロングマン 曙 | 07分53秒 アルゼンチンバックブリーカー             | 矢野通 飯塚高史● 高橋裕二郎 ボブ・サップ    |
| 第2試合 60分1本勝負 ■ NEVER無差別級選手権試合                                                                                     |                                                   |                                             |
| ○田中将斗 (初代王者) | 06分41秒 スライディングD →片エビ固め              | シェルトン・ベンジャミン● (挑戦者)          |
| ※田中が初防衛に成功 |                                                   |                                             |
| 第3試合 60分1本勝負 ■ IWGPタッグ選手権試合                                                                                        |                                                   |                                             |
| ランス・アーチャー ○デイビーボーイ・スミスJr. (第61代王者組)                                                                      | 10分52秒 キラーボム →片エビ固め                   | 後藤洋央紀● カール・アンダーソン (挑戦者組) |
| ※K.E.S.が2度目の防衛に成功 |                                                   |                                             |
| 第4試合 30分1本勝負 ■ スペシャルシングルマッチ                                                                                    |                                                   |                                             |
| ○永田裕志 | 17分03秒 バックドロップホールド                   | 鈴木みのる●                                 |
| 第5試合 60分1本勝負 ■ IWGP Jr.ヘビー級選手権試合 3WAYマッチ                                                                       |                                                   |                                             |
| ○プリンス・デヴィット (第66代王者)                                                                                                | 14分45秒 雪崩式ブラディサンデー →エビ固め         | 飯伏幸太● (挑戦者)                          |
| ※デヴィットが初防衛に成功 ※3選手同時に試合を行い、いずれかの選手が勝利した時点で決着とする ※出場者 : デヴィット、飯伏、ロウ・キー |                                                   |                                             |
| 第6試合 30分1本勝負 ■ スペシャルタッグマッチ                                                                                      |                                                   |                                             |
| ○天山広吉 小島聡 | 15分36秒 ムーンサルトプレス →片エビ固め           | 武藤敬司 大谷晋二郎●                        |
| 第7試合 30分1本勝負 ■ スペシャルシングルマッチ                                                                                    |                                                   |                                             |
| ○真壁刀義 | 08分37秒 キングコングニードロップ →体固め         | 柴田勝頼●                                   |
| 第8試合 60分1本勝負 ■ ダブルメインイベントI IWGPインターコンチネンタル選手権試合                                                  |                                                   |                                             |
| ○中邑真輔 (第4代王者) | 11分12秒 ボマイェ →片エビ固め                     | 桜庭和志● (挑戦者)                          |
| ※中邑が4度目の防衛に成功 |                                                   |                                             |
| 第9試合 60分1本勝負 ■ ダブルメインイベントII IWGPヘビー級選手権試合                                                               |                                                   |                                             |
| ○棚橋弘至 (第58代王者) | 33分34秒 ハイフライフロー →片エビ固め             | オカダ・カズチカ● (挑戦者)                  |
| ※棚橋が6度目の防衛に成功 |                                                   |                                             |

### レッスルキングダム8 in 東京ドーム
2013年1月23日、新日本プロレスとブシロードの戦略発表会で本大会の開催を発表した。今回はダブルメインイベントとしてオカダvs.内藤のIWGPヘビー級選手権試合、中邑 vs.棚橋のIWGPインターコンチネンタル選手権試合が組まれ、この試合順をファン投票で決する事が発表された。ワールドプロレスリングの公式サイト内で投票の受付を開始し、結果として、インターコンチネンタル戦がドーム大会のトリを飾ることが決定となった。第5試合に出場する矢野のパートナーは当初、Xとされていたが2013年12月21日後楽園ホール大会において、グレート・ムタであることが発表された。第3試合のNWA世界ヘビー級選手権試合ではハーリー・レイスが、IWGPインターコンチネンタル選手権試合では昨年に引き続きハンセンが特別立会人として登場した。カードに関しては、ゲスト参戦はグレイシーとグレート・ムタのみであり、ほとんどが所属及び常連参戦選手による試合となった。
| IWGPインターコンチネンタル選手権 （中邑真輔vs.棚橋弘至） | IWGPヘビー級選手権 （オカダ・カズチカvs内藤哲也） |
| 20,422票                                                 | 11,886票                                          |
| -------------------------------------------------------- | ------------------------------------------------- |

| 第0試合 20分1本勝負                                                                           |                                               |                                                                                  |
| ○天山広吉 本間朋晃 キャプテン・ニュージャパン BUSHI                                           | 08分11秒 抱え込み式逆エビ固め                 | 中西学 スーパー・ストロング・マシン 獣神サンダー・ライガー 小松洋平●             |
| 第1試合 60分1本勝負 ■ IWGPジュニアタッグ選手権試合 4WAYマッチ                                 |                                               |                                                                                  |
| ○マット・ジャクソン ニック・ジャクソン (第37代王者組) KUSHIDA アレックス・シェリー (挑戦者組) | 10分35秒 モアバンク4ユアバック →片エビ固め    | ロッキー・ロメロ アレックス・コズロフ (挑戦者組) TAKAみちのく タイチ● (挑戦者組) |
| ※ヤング・バックスが初防衛に成功                                                               |                                               |                                                                                  |
| 第2試合 60分1本勝負 ■ IWGPタッグ選手権試合                                                    |                                               |                                                                                  |
| ●ランス・アーチャー デイビーボーイ・スミスJr. (第63代王者組)                                  | 10分27秒 マジックキラー →片エビ固め           | カール・アンダーソン○ ドク・ギャローズ (挑戦者組)                                |
| ※アンダーソン&ギャローズ組が第64代王者組となる                                                |                                               |                                                                                  |
| 第3試合 60分1本勝負 ■ NWA世界ヘビー級選手権試合                                               |                                               |                                                                                  |
| ●ロブ・コンウェイ (第124代王者)                                                               | 08分27秒 ラリアット →片エビ固め               | 小島聡○ (挑戦者)                                                                 |
| ※小島が第125代王者となる                                                                      |                                               |                                                                                  |
| 第4試合 30分1本勝負 ■ スペシャルタッグマッチ                                                  |                                               |                                                                                  |
| ○永田裕志 桜庭和志                                                                            | 09分50秒 反則                                 | ダニエル・グレイシー● ホーレス・グレイシー                                       |
| 第5試合 30分1本勝負 ■ スペシャルタッグマッチ                                                  |                                               |                                                                                  |
| グレート・ムタ ○矢野通                                                                        | 12分04秒 裏霞                                 | 鈴木みのる● シェルトン・X・ベンジャミン                                          |
| 第6試合 時間無制限1本勝負 ■ キング・オブ・デストロイヤーマッチ                                |                                               |                                                                                  |
| ○真壁刀義                                                                                     | 15分05秒 キングコングニードロップ →K.O.       | バッドラック・ファレ●                                                            |
| ※ピンフォール、場外カウントなし。決着はKO、TKO、ギブアップのみとする                          |                                               |                                                                                  |
| 第7試合 30分1本勝負 ■ スペシャルシングルマッチ 〜後藤洋央紀復帰戦〜                           |                                               |                                                                                  |
| ○後藤洋央紀                                                                                   | 15分33秒 昇天・改 →体固め                     | 柴田勝頼●                                                                        |
| 第8試合 60分1本勝負 ■ IWGP Jr.ヘビー級選手権試合                                              |                                               |                                                                                  |
| ●プリンス・デヴィット (第66代王者)                                                            | 16分22秒 フェニックススプラッシュ →片エビ固め | 飯伏幸太○ (挑戦者)                                                               |
| ※飯伏が第67代王者となる                                                                       |                                               |                                                                                  |
| 第9試合 60分1本勝負 ■ ダブルメインイベントI IWGPヘビー級選手権試合                            |                                               |                                                                                  |
| ○オカダ・カズチカ (第59代王者)                                                                | 30分58秒 レインメーカー →片エビ固め           | 内藤哲也● (挑戦者)                                                               |
| ※オカダが7度目の防衛に成功                                                                    |                                               |                                                                                  |
| 第10試合 60分1本勝負 ■ ダブルメインイベントII IWGPインターコンチネンタル選手権試合            |                                               |                                                                                  |
| ●中邑真輔 (第6代王者)                                                                         | 23分24秒 ハイフライフロー →片エビ固め         | 棚橋弘至○ (挑戦者)                                                               |
| ※棚橋が第7代王者となる                                                                        |                                               |                                                                                  |

### WRESTLE KINGDOM 9 in 東京ドーム
キャッチコピーは『"闘い詣"のイッテンヨン』2014年8月10日、西武ドーム大会にて本大会の開催を発表。今大会はダーク・マッチを含めた全11試合の内、6試合がタイトルマッチというラインナップとなり、2年ぶりにIWGPヘビー級選手権試合（棚橋vs.オカダ）がメインイベントとして組まれることとなった。現地時間11月4日、新日本と提携関係にあるグローバル・フォース・レスリング（以下、GFW）から、アメリカ、カナダでのPPV生中継を実施することが決定し、英語版PPVの実況アナウンサーとしてジム・ロスが起用されることも発表された。
| 第0試合 1分時間差バトルロイヤル 〜ニュージャパンランボー〜（15選手参戦） |                                                 | |
| ○永田裕志 | 26分09秒 バックドロップホールド                 | YOSHI-HASHI●                                                                                       |
| ※シングルマッチからスタートして1分毎に1選手が登場してくる時間差バトルロイヤル。敗れた選手から退場していき、最後まで残った選手の勝利とする。 なおトップロープを越えて場外に転落した選手も退場となる。出場選手と順番はテーマ曲によって発表とする。 【退場順】 1. キャプテン・ニュージャパン (11分28秒 オーバー・ザ・トップロープ) 2. 獣神サンダー・ライガー (12分12秒 オーバー・ザ・トップロープ) 3. エル・デスペラード (12分13秒 オーバー・ザ・トップロープ) 4. ザ・グレート・カブキ (20分15秒 反則) 5. TAKAみちのく (20分15秒 ギブアップ負け) 6. 藤原喜明 (20分20秒 ピンフォール負け) 7. タイチ (21分10秒 ピンフォール負け) 8. ヒロ斉藤 (21分40秒 ピンフォール負け) 9. タイガーマスク (22分20秒 オーバー・ザ・トップロープ) 10. 田中翔 (23分11秒 ギブアップ負け) 11. 中西学 (23分38秒 ピンフォール負け) 12. 小松洋平 (24分05秒 ピンフォール負け) 13. タマ・トンガ (24分30秒 オーバー・ザ・トップロープ) |                                                 | |
| 第1試合 60分1本勝負 ■ IWGPジュニアタッグ選手権試合 4WAYマッチ |                                                 | |
| ○カイル・オライリー ボビー・フィッシュ (第39代王者組) KUSHIDA アレックス・シェリー (挑戦者組) | 13分01秒 チェイシング・ザ・ドラゴン →片エビ固め | ロッキー・ロメロ アレックス・コズロフ● (挑戦者組) マット・ジャクソン ニック・ジャクソン (挑戦者組) |
| ※王者組が初防衛に成功 ※4チーム同時に通常のタッグマッチを行ない、いずれかの1チームが勝利した時点で決着とする。 |                                                 | |
| 第2試合 30分1本勝負 ■ スペシャル6人タッグマッチ |                                                 | |
| 天山広吉 小島聡 ○本間朋晃 | 05分35秒 こけし →片エビ固め                     | ジェフ・ジャレット バッドラック・ファレ 高橋裕二郎●                                                |
| 第3試合 30分1本勝負 ■ スペシャル8人タッグマッチ |                                                 | |
| 矢野通 ○丸藤正道 マイキー・ニコルス シェイン・ヘイスト | 05分05秒 虎王 →片エビ固め                       | 飯塚高史● シェルトン・X・ベンジャミン ランス・アーチャー デイビーボーイ・スミスJr.                 |
| 第4試合 時間無制限1本勝負 ■ スペシャルシングルマッチ～完全決着ルール～ |                                                 | |
| ●桜庭和志 | 09分21秒 レフェリーストップ                     | 鈴木みのる○                                                                                        |
| ※ピンフォール及び場外カウントなしの完全決着ルール。決着はKO、TKO、ギブアップ、レフェリーストップのみとする。その他は通常のプロレスルールで行う。 |                                                 | |
| 第5試合 60分1本勝負 ■ NEVER無差別級選手権試合 |                                                 | |
| ●石井智宏 (第5代王者) | 12分23秒 キングコングニードロップ →片エビ固め   | 真壁刀義○ (挑戦者)                                                                                 |
| ※真壁が第6代王者となる |                                                 | |
| 第6試合 60分1本勝負 ■ IWGPジュニアヘビー級選手権試合 |                                                 | |
| ●田口隆祐 (第69代王者) | 13分20秒 片翼の天使 →片エビ固め                 | ケニー・オメガ○ (挑戦者)                                                                           |
| ※オメガが第70代王者となる |                                                 | |
| 第7試合 60分1本勝負 ■ IWGPタッグ選手権試合 |                                                 | |
| カール・アンダーソン ●ドク・ギャローズ (第64代王者組) | 09分00秒 PK →片エビ固め                         | 後藤洋央紀 柴田勝頼○ (挑戦者組)                                                                    |
| ※後藤&柴田組が第65代王者組となる |                                                 | |
| 第8試合 30分1本勝負 ■ スペシャルシングルマッチ |                                                 | |
| ●内藤哲也 | 14分25秒 雪崩式スタイルズクラッシュ →エビ固め   | AJスタイルズ○                                                                                      |
| 第9試合 60分1本勝負 ■ ダブルメインイベントI IWGPインターコンチネンタル選手権試合 |                                                 | |
| ○中邑真輔 (第10代王者) | 20分12秒 ボマイェ →片エビ固め                   | 飯伏幸太● (挑戦者)                                                                                 |
| ※中邑が2度目の防衛に成功 |                                                 | |
| 第10試合 60分1本勝負 ■ ダブルメインイベントII IWGPヘビー級選手権試合 |                                                 | |
| ○棚橋弘至 (第61代王者) | 30分57秒 ハイフライフロー →片エビ固め           | オカダ・カズチカ● (挑戦者)                                                                         |
| ※棚橋が初防衛に成功 |                                                 | |

### WRESTLE KINGDOM 10 in 東京ドーム
キャッチコピーは『プロレス行こうぜ!』この年の大会から入場者数の発表が実数発表となった。
| 第0試合 1分時間差バトルロイヤル 〜ニュージャパンランボー〜（18選手参戦） |                                                         |                                                                                        |
| ○邪道 | 31分51秒 オーバー・ザ・トップロープ                     | 田口隆祐●                                                                              |
| ※シングルマッチからスタートして1分毎に1選手が登場してくる時間差バトルロイヤル。敗れた選手から退場していき、最後まで残った選手の勝利とする。 なおトップロープを越えて場外に転落した選手も退場となる。出場選手と順番はテーマ曲によって発表とする。 【退場順】 1. キャプテン・ニュージャパン (10分26秒 ギブアップ負け) 2. 藤原喜明 (10分32秒 ピンフォール負け) 3. タイガーマスク (14分05秒 ピンフォール負け) 4. ヒロ斉藤 (14分27秒 ピンフォール負け) 5. 獣神サンダー・ライガー (14分57秒 オーバー・ザ・トップロープ) 6. 中西学 (15分12秒 オーバー・ザ・トップロープ) 7. 永田裕志 (22分39秒 オーバー・ザ・トップロープ) 8. 小島聡 (22分58秒 オーバー・ザ・トップロープ) 9. マスカラ・ドラダ (23分18秒 ピンフォール負け) 10. キング・ハク (24分37秒 ギブアップ負け) 11. 天山広吉 (24分47秒 ピンフォール負け) 12. ザ・グレート・カブキ (27分02秒 反則) 13. 桜庭和志 (27分19秒 ピンフォール負け) 14. チーズバーガー (27分51秒 ピンフォール負け) 15. YOSHI-HASHI （28分19秒 ピンフォール負け） 16. 越中詩郎 （31分30秒 オーバー・ザ・トップロープ） |                                                         |                                                                                        |
| 第1試合 60分1本勝負 ■ IWGPジュニアタッグ選手権試合 4WAYマッチ |                                                         |                                                                                        |
| カイル・オライリー(ROH) ボビー・フィッシュ(ROH) (第43代王者組) ●ロッキー・ロメロ バレッタ (挑戦者組) | 16分42秒 モア・バング・フォー・ユア・バック →片エビ固め | リコシェ マット・サイダル (挑戦者組) マット・ジャクソン○ ニック・ジャクソン (挑戦者組) |
| ※ヤング・バックスが第44代王者組となる ※4チーム同時に通常のタッグマッチを行ない、いずれかの1チームが勝利した時点で決着とする。 |                                                         |                                                                                        |
| 第2試合 60分1本勝負 ■ 初代NEVER無差別級6人タッグ王座決定戦 |                                                         |                                                                                        |
| 矢野通 ○ジェイ・ブリスコ(ROH) マーク・ブリスコ(ROH) | 11分34秒 ドゥームズ・デイ・デバイス →片エビ固め         | バッドラック・ファレ 高橋裕二郎 タマ・トンガ●                                          |
| ※矢野組が初代王者組となる |                                                         |                                                                                        |
| 第3試合 60分1本勝負 ■ ROH世界選手権試合 |                                                         |                                                                                        |
| ○ジェイ・リーサル(ROH) (第22代王者) | 12分00秒 リーサル・インジェクション →エビ固め           | マイケル・エルガン(ROH)● (挑戦者)                                                      |
| ※リーサルが8度目の防衛に成功 |                                                         |                                                                                        |
| 第4試合 60分1本勝負 ■ IWGPジュニアヘビー級選手権試合 |                                                         |                                                                                        |
| ●ケニー・オメガ (第72代王者) | 12分48秒 前方回転エビ固め                               | KUSHIDA○ (挑戦者)                                                                      |
| ※KUSHIDAが第73代王者となる |                                                         |                                                                                        |
| 第5試合 60分1本勝負 ■ IWGPタッグ選手権試合 |                                                         |                                                                                        |
| カール・アンダーソン ●ドク・ギャローズ (第68代王者組) | 12分49秒 キングコングニードロップ →片エビ固め           | 真壁刀義○ 本間朋晃 (挑戦者組)                                                          |
| ※真壁・本間組が第69代王者組となる |                                                         |                                                                                        |
| 第6試合 30分1本勝負 ■ スペシャルシングルマッチ |                                                         |                                                                                        |
| ○後藤洋央紀 | 12分16秒 昇天・改 →片エビ固め                           | 内藤哲也●                                                                              |
| 第7試合 60分1本勝負 ■ NEVER無差別級選手権試合 |                                                         |                                                                                        |
| ●石井智宏 (第9代王者) | 17分19秒 PK →体固め                                     | 柴田勝頼○ (挑戦者)                                                                     |
| ※柴田が第10代王者となる |                                                         |                                                                                        |
| 第8試合 60分1本勝負 ■ IWGPインターコンチネンタル選手権試合 |                                                         |                                                                                        |
| ○中邑真輔 (第12代王者) | 24分18秒 ボマイェ →エビ固め                             | AJスタイルズ● (挑戦者)                                                                 |
| ※中邑が2度目の防衛に成功 |                                                         |                                                                                        |
| 第9試合 60分1本勝負 ■ IWGPヘビー級選手権試合 |                                                         |                                                                                        |
| ○オカダ・カズチカ (第63代王者) | 36分01秒 レインメーカー →片エビ固め                     | 棚橋弘至● (挑戦者)                                                                     |
| ※オカダが2度目の防衛に成功 |                                                         |                                                                                        |

### WRESTLE KINGDOM 11 in 東京ドーム
キャッチコピーは『新春闘来!イッテンヨン』公式テーマソングは『GET READY』（歌・作詞・作曲：サイプレス上野とロベルト吉野）。スペシャルアンバサダーはTEAM NACSの安田顕が担当。
| 第0試合 1分時間差バトルロイヤル 〜ニュージャパンランボー〜（14選手参戦） |                                      |                                                                                             |
| ○マイケル・エルガン | 25分13秒 エルガンボム →エビ固め      | チーズバーガー●                                                                             |
| ※シングルマッチからスタートして1分毎に1選手が登場してくる時間差バトルロイヤル。敗れた選手から退場していき、最後まで残った選手の勝利とする。 なおトップロープを越えて場外に転落した選手も退場となる。出場選手と順番はテーマ曲によって発表とする。 【退場順】 1. BONE SOLDIER (3分50秒 オーバー・ザ・トップロープ) 2. ビリー・ガン (5分46秒 オーバー・ザ・トップロープ) 3. 小林邦昭 (8分59秒 ピンフォール負け) 4. 中西学 (12分00秒 ピンフォール負け) 5. 獣神サンダー・ライガー (12分40秒 ピンフォール負け) 6. タイガーマスク (12分49秒 ピンフォール負け) 7. ヨシタツ (16分26秒 ピンフォール負け) 8. 永田裕志 (19分20秒 ピンフォール負け) 9. 田口隆祐 (21分2秒 ピンフォール負け) 10. ヒロ斉藤 (22分24秒 ピンフォール負け) 11. スコット・ノートン (22分38秒 オーバー・ザ・トップロープ) 12. 天山広吉 (23分34秒 オーバー・ザ・トップロープ) |                                      |                                                                                             |
| 第1試合 30分1本勝負 ■ テレビアニメ「タイガーマスクW」スペシャルマッチ |                                      |                                                                                             |
| ○タイガーマスクW | 6分34秒 タイガードライバー →エビ固め | タイガー・ザ・ダーク●                                                                       |
| 第2試合 60分1本勝負 ■ IWGPジュニアタッグ選手権試合 |                                      |                                                                                             |
| ニック・ジャクソン ●マット・ジャクソン (第48代王者組) | 12分57秒 十字架固め                  | バレッタ ロッキー・ロメロ○ (挑戦者組／「SJTT2016優勝組)                                     |
| ※ROPPONGI VICEが第49代王者組となる |                                      |                                                                                             |
| 第3試合 60分1本勝負 ■ NEVER無差別級6人タッグ選手権試合 ガントレッチマッチ |                                      |                                                                                             |
| ●小島聡 リコシェ デビッド・フィンレー (第8代王者組) YOSHI-HASHI ウィル・オスプレイ 邪道 (挑戦者組) | 6分30秒 EVIL →体固め                 | SANADA EVIL○ BUSHI (挑戦者組) バッドラック・ファレ 高橋裕二郎 ハングマン・ペイジ (挑戦者組) |
| ※SANADA組が第9代王者組となる ※2チームで通常の6人タッグマッチを行い、勝ったチームが次のチームと対戦する。 勝ち残ったチームを勝者とする。 |                                      |                                                                                             |
| 第4試合 30分1本勝負■ スペシャルシングルマッチ |                                      |                                                                                             |
| ●ジュース・ロビンソン | 9分37秒 クロスローズ →片エビ固め     | "ジ･アメリカン･ナイトメア"･コーディ○                                                        |
| 第5試合 60分1本勝負■ ROH世界選手権試合 |                                      |                                                                                             |
| ●カイル・オライリー (第24代王者) | 10分14秒 ラスト・ショット →体固め    | アダム・コール○ (挑戦者)                                                                    |
| ※コールが第25代王者となる |                                      |                                                                                             |
| 第6試合 60分1本勝負 ■ IWGPタッグ選手権試合 3WAYマッチ |                                      |                                                                                             |
| タマ・トンガ ●タンガ・ロア (第72代王者組) 真壁刀義 本間朋晃 (挑戦者組／WORLD TAG LEAGUE 2016 優勝チーム) | 12分24秒 横入り式エビ固め            | 矢野通○ 石井智宏 (挑戦者組)                                                                 |
| ※矢野・石井組が第73代王者組となる ※3チーム同時に通常のタッグマッチを行い、いずれかの1チームが勝利した時点で決着とする。 |                                      |                                                                                             |
| 第7試合 60分1本勝負■ IWGPジュニアヘビー級選手権試合 |                                      |                                                                                             |
| ●KUSHIDA (第75代王者) | 16分15秒 TIME BOMB →片エビ固め       | 高橋ヒロム○ (挑戦者)                                                                        |
| ※ヒロムが第76代王者となる |                                      |                                                                                             |
| 第8試合 60分1本勝負 ■ NEVER無差別級選手権試合 |                                      |                                                                                             |
| ●柴田勝頼 (第14代王者) | 16分17秒 GTR →片エビ固め             | 後藤洋央紀○ (挑戦者)                                                                        |
| ※後藤が第15代王者となる |                                      |                                                                                             |
| 第9試合 60分1本勝負■ IWGPインターコンチネンタル選手権試合 |                                      |                                                                                             |
| ○内藤哲也 (第15代王者) | 25分25秒 デスティーノ →片エビ固め    | 棚橋弘至● (挑戦者)                                                                          |
| ※内藤が2度目の防衛に成功 |                                      |                                                                                             |
| 第10試合 60分1本勝負■ IWGPヘビー級選手権試合 |                                      |                                                                                             |
| ○オカダ・カズチカ (第65代王者) | 46分45秒 レインメーカー →エビ固め    | ケニー・オメガ● (挑戦者／G1 CLIMAX 26優勝者)                                                |
| ※オカダが2度目の防衛に成功 |                                      |                                                                                             |

### WRESTLE KINGDOM 12 in 東京ドーム
キャッチコピーは『みんなでプロレス!イッテンヨン!!』
| 第0試合 1分時間差バトルロイヤル 〜ニュージャパンランボー〜（21選手参戦） |                                               | |
| ○垣原賢人 | 32分06秒 カッキーカッター →片エビ固め         | チーズバーガー● |
| ※シングルマッチからスタートして1分毎に1選手が登場してくる時間差バトルロイヤル。敗れた選手から退場していき、最後まで残った選手の勝利とする。 なおトップロープを越えて場外に転落した選手も退場となる。出場選手と順番はテーマ曲によって発表とする。 【退場順】 1. デリリアス 2. BUSHI 3. レオ・トンガ 4. 中西学 5. 永田裕志 6. 北村克哉 7. チェーズ・オーエンズ 8. 獣神サンダー・ライガー 9. エル・デスペラード 10. タイガーマスク 11. TAKAみちのく 12. 金丸義信 13. ジノ・ガンビーノ 14. トーア・ヘナーレ 15. YOSHI-HASHI 16. デビッド・フィンレー 17. 高橋裕二郎 18. 小島聡 19. 天山広吉 |                                               | |
| 第1試合 60分1本勝負 ■ IWGPジュニアタッグ選手権試合 |                                               | |
| ●YOH SHO (第54代王者組) | 18分49秒 シャープシューター                   | ニック・ジャクソン○ マット・ジャクソン (挑戦者組)                                                                                           |
| ※ヤング・バックスが第55代王者組となる。 |                                               | |
| 第2試合 60分1本勝負 ■ NEVER無差別級6人タッグ選手権試合 ガントレッチマッチ |                                               | |
| バッドラック・ファレ ●タマ・トンガ タンガ・ロア (第14代王者組) 真壁刀義 ジュース・ロビンソン 田口隆祐 (挑戦者組) | 6分48秒 デュードバスター →エビ固め            | 石井智宏 矢野通 バレッタ○ (挑戦者組) マイケル・エルガン レイモンド・ロウ ハンソン (挑戦者組) ザック・セイバーJr. 飯塚高史 タイチ (挑戦者組) |
| ※挑戦者組が第15代王者組となる。 1．○ザック（6分05秒 レフェリーストップ）ロウ× 2．○矢野（0分41秒 横入り式エビ固め）タイチ× 3．○矢野（3分29秒 横入り式エビ固め）田口× ※2チームで通常の6人タッグマッチを行い、勝ったチームが次のチームと対戦する。 勝ち残ったチームを勝者とする。試合は各60分1本勝負。 |                                               | |
| 第3試合 60分1本勝負 スペシャルシングルマッチ |                                               | |
| ●Cody WITH ブランディ・ローデス | 15分08秒 フェニックススプラッシュ →片エビ固め | 飯伏幸太○ |
| 第4試合 60分1本勝負 ■ IWGPタッグ選手権試合 |                                               | |
| ランス・アーチャー ●デイビーボーイ・スミスJr. (第78代王者組) | 14分14秒 ラウンディング・ボディプレス →体固め | EVIL SANADA○ (挑戦者組／WORLD TAG LEAGUE 2017 優勝チーム)                                                                                   |
| ※EVIL・SANADA組が第79代王者組となる。 |                                               | |
| 第5試合 60分1本勝負 ■ NEVER無差別級選手権試合 敗者髪切り＆ノーセコンド・デスマッチ |                                               | |
| ●鈴木みのる (第16代王者) | 18分04秒 GTR →エビ固め                        | 後藤洋央紀○ (挑戦者) |
| ※後藤が第17代王者となる。 ※フェンス内にセコンドなし、場外カウントなし、決着はリング上のみとする。 その他に関しては通常のプロレスルール。 なお試合後にリング上で勝者が敗者の髪を切る。 |                                               | |
| 第6試合 60分1本勝負 ■ IWGPジュニアヘビー級選手権試合4WAYマッチ |                                               | |
| ●マーティ・スカル (第79代王者) ○ウィル・オスプレイ (挑戦者) | 21分18秒 オスカッター →片エビ固め             | KUSHIDA (挑戦者) 高橋ヒロム (挑戦者) |
| ※オスプレイが第80代王者となる。 ※4選手同時に試合を行い、いずれかの1選手が勝利した時点で決着とする。 |                                               | |
| 第7試合 60分1本勝負■ IWGPインターコンチネンタル選手権試合 |                                               | |
| ○棚橋弘至 (第16代王者) | 19分43秒 ハイフライフロー →片エビ固め         | ジェイ・ホワイト● (挑戦者) |
| ※棚橋が4度目の防衛に成功 |                                               | |
| 第8試合 60分1本勝負 ■ ダブルメインイベントⅠ IWGP USヘビー級選手権試合 ノーDQマッチ |                                               | |
| ○ケニー・オメガ (初代王者) | 34分36秒 片翼の天使 →片エビ固め               | クリス・ジェリコ● (挑戦者) |
| ※オメガが4度目の防衛に成功 ※反則裁定なし。その他は通常のプロレスルールとする。 |                                               | |
| 第9試合 60分1本勝負■ ダブルメインイベントⅡ IWGPヘビー級選手権試合 |                                               | |
| ○オカダ・カズチカ (第65代王者) | 34分26秒 レインメーカー →片エビ固め           | 内藤哲也● (挑戦者／G1 CLIMAX 27優勝者) |
| ※オカダが9度目の防衛に成功 |                                               | |

### WRESTLE KINGDOM 13 in 東京ドーム
キャッチコピーは『プロレス!冬フェス!イッテンヨン!!』公式テーマソングは『LiON'S DEN』（歌：SiM、作詞・作曲：MAH）
| 第0試合 NEVER無差別級6人タッグ王座 ナンバーワン・コンデンター・ガントレットマッチ | | |
| 真壁刀義 ○矢野通 田口隆祐 永田裕志 ジェフ・コブ デビッド・フィンレー | 8分09秒 横入り式エビ固め | 後藤洋央紀 バレッタ チャッキーT 鈴木みのる ランス・アーチャー ●デイビーボーイ・スミスJr. ハングマン・ペイジ 高橋裕二郎 マーティ・スカル |
| ※2チームで通常の6人タッグマッチを行い、勝ったチームが次のチームと対戦する。勝ち残ったチームを勝者とする。試合は各60分1本勝負。 真壁＆矢野＆田口組が1月5日後楽園大会で同王座への挑戦権利を獲得。 【以下、試合順】 1．永田組vsペイジ組 ○フィンレー（4分39秒 横入り式エビ固め）裕二郎× 2．永田組vs後藤組 ○フィンレー（7分30秒 横入り式エビ固め ）チャッキーT× 3．永田組vs鈴木組 ○ランス（2分44秒 キラーボム→片エビ固め）フィンレー× | | |
| 第1試合 60分1本勝負 ■ NEVER無差別級選手権試合 | | |
| ●飯伏幸太 (第22代王者) | 18分13秒 ストームブレイカー →片エビ固め                                                                                                  | ○ウィル・オスプレイ (挑戦者) |
| ※飯伏が初防衛に失敗。オスプレイが新チャンピオンとなる。 | | |
| 第2試合 60分1本勝負 ■ IWGPジュニアタッグ選手権試合 3WAYマッチ | | |
| 金丸義信 エル・デスペラード (第57代王者組) ●SHO YOH (挑戦者組／SJTL2018優勝チーム) | 6分50秒 ラスト・オブ・ザ・ドラゴン →片エビ固め                                                                                           | BUSHI ○鷹木信悟 (挑戦者組) |
| ※金丸＆デスペラード組が5度目の防衛に失敗。BUSHI&鷹木組が新王者となる ※3チーム同時に通常のタッグマッチを行い、いずれかの1チームが勝利した時点で決着とする。 | | |
| 第3試合 60分1本勝負 ■ ブリティッシュヘビー級選手権試合 | | |
| ●石井智宏 (チャンピオン) | 11分35秒 Hurrah!Another Year,Surely This One Will Be Better Than the Last;The Inexorable March of Progress Will Lead Us All to Happiness | ○ザック・セイバーJr. (挑戦者) |
| ※石井が防衛に失敗。ザックが新チャンピオンとなる。 | | |
| 第4試合 60分1本勝負 ■ IWGPタッグ選手権試合 3WAYマッチ | | |
| タマ・トンガ タンガ・ロア (第81代王者組) EVIL ○SANADA (挑戦者組／WORLD TAG LEAGUE 2018 優勝チーム) | 6分50秒 ラウンディング・ボディプレス →体固め                                                                                             | ニック・ジャクソン ●マット・ジャクソン (挑戦者組)                                                                                       |
| ※ゲリラズ・オブ・デスティニーが初防衛に失敗、EVIL&SANADA組が新王者となる。 ※3チーム同時に通常のタッグマッチを行い、いずれかの1チームが勝利した時点で決着とする。 | | |
| 第5試合 60分1本勝負 ■ IWGP USヘビー級選手権試合 | | |
| ●Cody (第4代王者) | 9分02秒 パルプフリクション →体固め | ○ジュース・ロビンソン (挑戦者) |
| ※Codyが初防衛に失敗。ジュースが新チャンピオンとなる | | |
| 第6試合 60分1本勝負 ■ IWGPジュニアヘビー級選手権試合 | | |
| ●KUSHIDA (第82代王者) | 11分17秒 ブラディークロス →片エビ固め | ○石森太二 (挑戦者) |
| ※KUSHIDAが初防衛に失敗。石森が新王者となる。 | | |
| 第7試合 60分1本勝負 ■ スペシャルシングルマッチ | | |
| ●オカダ・カズチカ | 14分18秒 ブレードランナー →片エビ固め | ○ジェイ・ホワイト |
| 第8試合 60分1本勝負 ■ ダブルメインイベントⅠ IWGPインターコンチネンタル選手権試合ノーDQマッチ | | |
| ●クリス・ジェリコ (第19代王者) | 22分35秒 デスティーノ →片エビ固め | ○内藤哲也 (挑戦者) |
| ※ジェリコが2度目の防衛に失敗。内藤が新チャンピオンとなる ※反則裁定なし。その他は通常のプロレスルールとする。 | | |
| 第9試合 60分1本勝負 ■ ダブルメインイベントⅡ IWGPヘビー級選手権試合 | | |
| ●ケニー・オメガ (第66代王者) | 39分13秒 ハイフライフロー →片エビ固め | ○棚橋弘至 (挑戦者／G1 CLIMAX 28優勝者)                                                                                                  |
| ※オメガが4度目の防衛に失敗。棚橋が新チャンピオンとなる | | |

### WRESTLE KINGDOM 14 in 東京ドーム
キャッチコピーは『人生変えるイッテンヨン、伝説創るイッテンゴ。』公式テーマソングは『Kingdom of the Heavens』（作曲：春畑道哉）

#### 1.4（WRESTLE KINGDOM 14）
2019年1.4レッスルキングダムで2020年東京ドーム2連戦開催が決定された。正式大会名は両日とも『バンドリ！Presents WRESTLE KINGDOM 14 in 東京ドーム』。実数発表となった2016年以降で初めて観客動員数が4万人を超した。
| 第0-1試合 15分1本勝負 ■ スターダム提供試合                                                                     |                                         |                                                                                         |
| ○岩谷麻優 星輝ありさ                                                                                           | 09分04秒 ムーンサルトプレス →片エビ固め | 木村花● ジュリア                                                                        |
| 第0-2試合 15分1本勝負                                                                                          |                                         |                                                                                         |
| 真壁刀義 本間朋晃 ●辻陽太 上村優也                                                                             | 07分36秒 TOAボトム →片エビ固め          | トーア・ヘナーレ○ カール・フレドリックス クラーク・コナーズ アレックス・コグリン        |
| 第0-3試合 15分1本勝負                                                                                          |                                         |                                                                                         |
| 天山広吉 ○小島聡                                                                                               | 05分47秒 ラリアット →片エビ固め         | 永田裕志 中西学●                                                                        |
| 第1試合 60分1本勝負 ■ 獣神サンダー・ライガー引退試合 I                                                         |                                         |                                                                                         |
| ●獣神サンダー・ライガー 藤波辰爾 ザ・グレート・サスケ タイガーマスク WITH エル・サムライ                       | 08分52秒 どどん →エビ固め               | 佐野直喜 大谷晋二郎 高岩竜一 田口隆祐○ WITH 小林邦昭                                    |
| ※特別レフェリー：保永昇男                                                                                      |                                         |                                                                                         |
| 第2試合 30分1本勝負 ■ スペシャル8人タッグマッチ                                                                |                                         |                                                                                         |
| SANADA EVIL 鷹木信悟 ●BUSHI                                                                                    | 08分39秒 ジム・ブレイクス・アーム・バー | ザック・セイバーJr.○ 鈴木みのる タイチ エル・デスペラード                               |
| 第3試合 30分1本勝負 ■ スペシャル8人タッグマッチ                                                                |                                         |                                                                                         |
| ○後藤洋央紀 石井智宏 矢野通 YOSHI-HASHI                                                                        | 08分17秒 GTR →片エビ固め                | KENTA バッドラック・ファレ 高橋裕二郎● チェーズ・オーエンズ                             |
| 第4試合 60分1本勝負 ■ IWGPタッグ選手権試合                                                                     |                                         |                                                                                         |
| ●タマ・トンガ タンガ・ロア (第83代王者組)                                                                      | 13分25秒 ACID DROP →エビ固め            | ジュース・ロビンソン デビッド・フィンレー○ (挑戦者組／WORLD TAG LEAGUE 2019 優勝チーム) |
| ※ゲリラズ・オブ・ディスティニーが8度目の防衛に失敗、ジュース&デビッド組が新王者となる。                        |                                         |                                                                                         |
| 第5試合 60分1本勝負 ■ IWGP USヘビー級選手権試合テキサス・デスマッチ                                            |                                         |                                                                                         |
| ●ランス・アーチャー (第7代王者)                                                                                | 14分26秒 10カウントKO                   | ジョン・モクスリー○ (挑戦者)                                                            |
| ※アーチャーが2度目の防衛に失敗、モクスリーが新王者となる。 ※反則裁定なし。その他は通常のプロレスルールとする。 |                                         |                                                                                         |
| 第6試合 60分1本勝負 ■ IWGPジュニアヘビー級選手権試合                                                           |                                         |                                                                                         |
| ●ウィル・オスプレイ (第85代王者)                                                                               | 24分33秒 TIME BOMB Ⅱ →片エビ固め        | 髙橋ヒロム○ (挑戦者)                                                                    |
| ※オスプレイが4度目の防衛に失敗、ヒロムが新王者となる。                                                         |                                         |                                                                                         |
| 第7試合 60分1本勝負 ■ IWGPインターコンチネンタル選手権試合                                                     |                                         |                                                                                         |
| ●ジェイ・ホワイト (第23代王者)                                                                                 | 33分54秒 デスティーノ →片エビ固め       | 内藤哲也○ (挑戦者)                                                                      |
| ※ホワイトが2度目の防衛に失敗、内藤が新王者となる。                                                             |                                         |                                                                                         |
| 第8試合 60分1本勝負 ■ IWGPヘビー級選手権試合                                                                   |                                         |                                                                                         |
| ○オカダ・カズチカ (第69代王者)                                                                                 | 39分16秒 レインメーカー →片エビ固め     | 飯伏幸太● (挑戦者／G1 CLIMAX 29優勝者)                                                  |
| ※オカダが5度目の防衛に成功。                                                                                   |                                         |                                                                                         |

#### 1.5（WRESTLE KINGDOM 14）
2019年1.4レッスルキングダムで2020年東京ドーム2連戦開催が決定された。
| 第0試合 NEVER無差別級6人タッグ選手権試合 ガントレットマッチ |                                               |                                                       |
| ○石井智宏 YOSHI-HASHI ロビー・イーグルス | 3分40秒 垂直落下式ブレーンバスター→片エビ固め | バッドラック・ファレ 高橋裕二郎 チェーズ・オーエンズ● |
| 石井智宏 YOSHI-HASHI ○ロビー・イーグルス | 3分54秒 サムソンクラッチ                      | タイチ エル・デスペラード 金丸義信●                   |
| ●石井智宏 YOSHI-HASHI ロビー・イーグルス | 5分55秒 ダークネスフォールズ→エビ固め         | EVIL○ 鷹木信悟 BUSHI                                  |
| 真壁刀義 矢野通 ●田口隆祐 (第19代王者組) | 6分08秒 MADE IN JAPAN →片エビ固め             | EVIL 鷹木信悟○ BUSHI (挑戦者組)                       |
| ※5度目の防衛戦。 2チームで通常の6人タッグマッチを行い、勝ったチームが次のチームと対戦する。勝ち残ったチームを勝者とする。試合は各60分1本勝負。出場チームの順番はテーマ曲によって発表とする。 王者組が防衛失敗。EVIL&BUSHI&鷹木組が新王者となる。 |                                               |                                                       |
| 第1試合 60分1本勝負 ■ 獣神サンダー・ライガー引退試合Ⅱ |                                               |                                                       |
| ●獣神サンダー・ライガー 佐野直喜 WITH 藤原喜明 | 12分16秒 TIME BOMB →体固め                    | 髙橋ヒロム○ リュウ・リー                              |
| 第2試合 60分1本勝負 ■ IWGPジュニアタッグ選手権試合 |                                               |                                                       |
| 石森太二 ●エル・ファンタズモ (第60代王者組) | 14分08秒 STRONG X →片エビ固め                 | YOH SHO○ (挑戦者組／SJTL2019優勝チーム)               |
| ※石森&ファンタズモ組が2度目の防衛に失敗。ROPPONGI 3Kが新王者となる。 |                                               |                                                       |
| 第3試合 60分1本勝負 ■ ブリティッシュヘビー級選手権試合 |                                               |                                                       |
| ○ザック・セイバーJr. (チャンピオン) | 12分32秒 ヨーロピアンクラッチ                 | SANADA● (チャレンジャー)                              |
| ※ザックが防衛に成功。 |                                               |                                                       |
| 第4試合 60分1本勝負 ■ IWGP USヘビー級選手権試合 |                                               |                                                       |
| ○ジョン・モクスリー （第8代王者） | 12分48秒 デスライダー →片エビ固め             | ジュース・ロビンソン● (挑戦者)                        |
| モクスリーが初防衛に成功。 |                                               |                                                       |
| 第5試合 60分1本勝負 ■ NEVER無差別級選手権試合 |                                               |                                                       |
| ●KENTA (第27代王者) | 16分12秒 GTR →片エビ固め                      | 後藤洋央紀○ (挑戦者)                                  |
| ※KENTAが3度目の防衛に失敗。後藤が新チャンピオンとなる |                                               |                                                       |
| 第6試合 60分1本勝負 ■ スペシャルシングルマッチ |                                               |                                                       |
| ●飯伏幸太 | 24分58秒 ブレードランナー →片エビ固め         | ジェイ・ホワイト○                                     |
| ※2020年1月4日東京・東京ドーム大会で行われるIWGPヘビー級選手権試合オカダvs飯伏の敗者と、IWGPインターコンチネンタル選手権試合ホワイトvs内藤の敗者がスペシャルシングルマッチで対戦する。                                                            |                                               |                                                       |
| 第7試合 60分1本勝負 ■ スペシャルシングルマッチ |                                               |                                                       |
| ●棚橋弘至 | 22分24秒 ウォールズ・オブ・ジェリコ           | クリス・ジェリコ○                                     |
| 第8試合 60分1本勝負 ■ IWGPヘビー級・IWGPインターコンチネンタル ダブル選手権試合 |                                               |                                                       |
| ●オカダ・カズチカ (IWGPヘビー級チャンピオン) | 35分37秒 デスティーノ →片エビ固め             | 内藤哲也○ (IWGPインターコンチネンタルチャンピオン)    |
| ※オカダがIWGPヘビー級王座6度目の防衛に失敗。内藤がIC王座初防衛に成功と同時にIWGPヘビー、ICのダブル王者となる。 |                                               |                                                       |

### WRESTLE KINGDOM 15 in 東京ドーム
キャッチコピーは『Go To NEW JAPAN!』公式テーマソングは『生きてるうちが花なんだぜ feat. 宇崎竜童、佐藤浩市』（歌：木梨憲武、作詞・作曲：宇崎竜童）

#### 1.4（WRESTLE KINGDOM 15）
2020年10月18日、G1クライマックス30 優勝決定戦にて2年連続ドーム2連戦開催が決定した。ただし、新型コロナウイルス感染防止対策のため、東京ドームへの入場者数は通常とより半数となった。また、試合数も大きく減らされた。
| 第0試合 ■『KOPW 2021』進出権争奪ニュージャパンランボー |                                      |                                                                         |
| |                                      |                                                                         |
| ※シングルマッチからスタートして1分毎に1選手が登場してくる時間差バトルロイヤル。敗れた選手から退場していき、最後の4選手になった時点で決着とする。なおトップロープを越えて場外に転落した選手も退場となる。出場選手と順番はテーマ曲によって発表とする。最後に残った4選手が2021年1月5日東京・東京ドーム大会で行われる『KOPW 2021』決定戦4WAYマッチ進出権を獲得する。 【退場順】 1. 永田裕志&鈴木みのる 2. トーア・ヘナーレ 3. 後藤洋央紀&YOSHI-HASHI 4. 真壁刀義 5. DOUKI 6. 高橋裕二郎 7. 石井智宏 8. 本間朋晃 9. 天山広吉 10. ロッキー・ロメロ 11. SHO 12. タイガーマスク 13. ゲイブリエル・キッド 14. 辻陽太 15. 上村優也 |                                      |                                                                         |
| 第1試合 60分1本勝負 ■ 『BEST OF THE SUPER Jr. 27』優勝者vs『SUPER J-CUP 2020』優勝者スペシャルシングルマッチ |                                      |                                                                         |
| ○髙橋ヒロム (BOSJ27優勝者) | 17分46秒 ウラカン・ラナ              | エル・ファンタズモ● (SJC2020優勝者)                                     |
| ※この試合の勝者が2021年1月5日東京・東京ドーム大会で行われるIWGPジュニアヘビー級選手権試合にて王者・石森太二と対戦。 ※ヒロムがIWGPジュニアヘビー級王座挑戦権獲得。 |                                      |                                                                         |
| 第2試合 60分1本勝負 ■ IWGPタッグ選手権試合 |                                      |                                                                         |
| ●タイチ ザック・セイバーJr. (第87代王者組) | 19分18秒 エイプシット→片エビ固め     | タマ・トンガ タンガ・ロア○ (挑戦者組／WORLD TAG LEAGUE 2020 優勝チーム) |
| ※タイチ、ザック組が3度目の防衛に失敗。ゲリラズ・オブ・ディスティニーが新王者組となる。 |                                      |                                                                         |
| 第3試合 60分1本勝負 ■ IWGP USヘビー級王座挑戦権利証争奪戦 |                                      |                                                                         |
| ○KENTA （権利証保持者/NJCUSA優勝者） | 14分12秒 go2sleep→片エビ固め         | 小島聡● (チャレンジャー)                                                |
| ※KENTAが権利証の防衛に成功。 |                                      |                                                                         |
| 第4試合 60分1本勝負 ■ スペシャルシングルマッチ |                                      |                                                                         |
| ○棚橋弘至 | 17分13秒 ハイフライフロー→片エビ固め | グレート-O-カーン●                                                      |
| 第5試合 60分1本勝負 ■ スペシャルシングルマッチ |                                      |                                                                         |
| ○オカダ・カズチカ | 35分41秒 レインメーカー→片エビ固め   | ウィル・オスプレイ●                                                     |
| 第6試合 60分1本勝負 ■ IWGPヘビー級・IWGPインターコンチネンタル ダブル選手権試合 |                                      |                                                                         |
| ●内藤哲也 (第72代IWGPヘビー級王者、第26代IWGPインターコンチネタル王者) | 31分18秒 カミゴェ→片エビ固め         | 飯伏幸太○ (G1 CLIMAX30 優勝)                                            |
| ※内藤が2度目の防衛に失敗。飯伏が新王者となる。 |                                      |                                                                         |

#### 1.5（WRESTLE KINGDOM 15）
昨年と同様に2連戦での開幕を発表した。1月6日に開催予定の「NEW YEAR DASH!!」は、東京ドームシティホールでの開催となった。
| 第0-1試合 20分1本勝負 ■ スターダム提供試合 |                                                |                                            |
| 林下詩美 ○上谷沙弥 AZM | 9分48秒 フェニックススプラッシュ→エビ固め      | 舞華 ひめか なつぽい●                      |
| 第0-2試合 20分1本勝負 ■ スターダム提供試合 |                                                |                                            |
| 岩谷麻優 ●中野たむ | 12分49秒 グロリアスドライバー→片エビ固め       | ジュリア○ 朱里                             |
| 第1試合 時間無制限1本勝負 ■『KOPW 2021』決定戦4WAYマッチ |                                                |                                            |
| ○矢野通 ●BUSHI | 7分34秒 片エビ固め                             | バッドラック・ファレ チェーズ・オーエンズ  |
| ※2021年1月4日東京・東京ドーム大会で行われた『KOPW 2021』進出権争奪ニュージャパンランボーで最後に残った4選手が4WAYマッチを行う。なお4選手同時に試合を行い、いずれかの1選手が勝利した時点で決着とする。 |                                                |                                            |
| 第2試合 60分1本勝負 ■ IWGPジュニアタッグ選手権試合 |                                                |                                            |
| 金丸義信 ○エル・デスペラード （第62代王者組） | 13分20秒 ピンチェ・ロコ→片エビ固め             | 田口隆祐 マスター・ワト● （挑戦者組）      |
| ※金丸&デスペラード組が2度目の防衛に成功。 |                                                |                                            |
| 第3試合 60分1本勝負 ■ NEVER無差別級選手権試合 |                                                |                                            |
| ○鷹木信悟 （第31代王者） | 21分11秒 ラスト・オブ・ザ・ドラゴン→片エビ固め | ジェフ・コブ● （挑戦者）                   |
| ※鷹木が初防衛に成功。 |                                                |                                            |
| 第4試合 60分1本勝負 ■ スペシャルシングルマッチ |                                                |                                            |
| ○SANADA | 23分40秒 ラウンディング・ボディプレス→体固め   | EVIL●                                      |
| 第5試合 60分1本勝負 ■ IWGPジュニアヘビー級選手権試合 |                                                |                                            |
| ●石森太二 （第87代王者） | 25分31秒 TIME BOMB II→片エビ固め               | 髙橋ヒロム○ （挑戦者/BOSJ27優勝者）        |
| ※石森が初防衛に失敗。ヒロムが新チャンピオンとなる。 |                                                |                                            |
| 第6試合 60分1本勝負 ■ IWGPヘビー級・IWGPインターコンチネンタル ダブル選手権試合 |                                                |                                            |
| ○飯伏幸太 （第73代IWGPヘビー級王者、第27代IWGPインターコンチネンタル王者） | 48分05秒 カミゴェ→片エビ固め                   | ジェイ・ホワイト● （挑戦者・権利証保持者） |
| ※飯伏が初防衛に成功。 |                                                |                                            |

### WRESTLE KINGDOM 16
2021年9月4日のWRESTLE GRAND SLAM in MetLife Domeの休憩前にて概要が発表された。今大会は従来の1月4日・5日東京ドーム2連戦に加え、1月8日に横浜アリーナでも開催され、プロレスリング・ノアとの対抗戦が行われることが決定した。また、新日本プロレスが横浜アリーナで大会を開催するのは2014年5月25日『BACK TO THE YOKOHAMA ARENA』以来、約7年半ぶりで、WRESTLE KINGDOMが東京ドーム以外の会場で行われるのは史上初となる。

### WRESTLE KINGDOM 17
2022年8月18日のG1 CLIMAX優勝戦（日本武道館）の休憩前にて概要が発表された。今大会は東京ドーム大会が従来の1月4日の一日開催となり、昨年から引き続き横浜アリーナ大会が1月21日に併せて行われる。また、東京ドーム大会は2022年10月1日に逝去したアントニオ猪木の追悼大会としても行われた。

### WRESTLE KINGDOM 18
2023年7月5日に後楽園ホールにて行われたNJPW STRONG「INDEPENDENCE DAY」にて東京ドーム大会の開催が発表された。この年はチケット価格の改定が行われ、ロイヤルシート最前列では20万円となるなどの値上げが行われたが、8月28日までにロイヤルシート・バルコニーシートは完売した。

### WRESTLE KINGDOM 19
2024年6月9日に大阪城ホールにて行われた「レック Presents DOMINION 6.9 in OSAKA-JO HALL ～BEST OF THE SUPER Jr.31 決勝戦～」の第5試合終了後に開催が発表された。
また、翌日2025年1月5日には、AEW、ROH、CMLL、スターダムの選手が参加する、『WRESTLE DYNASTY』が開催される。

### WRESTLE KINGDOM 20
2024年10月14日、棚橋弘至が2026年1月4日の東京ドーム大会での引退を発表。事実上、1年前から大会を発表する形となった。その後、大会名が「WRESTLE KINGDOM 20 in 東京ドーム」であることが正式発表された。
2025年6月23日、東京オリンピック柔道100kg級金メダリストであるウルフ・アロンの新日本プロレスへの入団と1月4日のデビューを発表。それに合わせて、この大会がテレビ朝日系列で全国ネットで放送することが発表された。1月4日の東京ドーム大会の全国中継は22年ぶりとなる。